# 누스 (철학)
누스(그리스어: νους, nous)는 이성, 지성, 정신, 영혼 등을 의미하는 그리스어이다.
아낙사고라스는 세계는 누스가 지배하고 있어, 인간은 누스를 파악할 수 있다고 생각했다. 또, 플로티노스는 만물은 1자로부터 유출한 누스의 기능에 의한다고 했다. 스토아 학파에서는 로고스와 거의 동의로 이용된다.
이마누엘 칸트의 철학에서는, 이 말로부터 파생한 '누메논' (noumenon, 생각할 수 있던 것)이라는 말이 '물자체'와 동의로 이용된다.

## 같이 보기
- 인지심리학
- 게슈탈트 심리학
- 노에마
- 정신권
- 누트로픽
- 지각 (심리학)
- 현상학
- 삼분설 (신학)